# Grote Bogdo
De Grote Bogdo (Russisch: Большое Богдо) is een laaggebergte in de Oblast Astrachan in het zuidoosten van Rusland. De Grote Bogdo vormt met 149,6 meter het hoogste punt binnen de Kaspische Laagte, waar deze als een eiland bovenuit steekt. De Grote Bogdo is een karstgebied en vertoont de bijbehorende landschapsvormen, waaronder grotten, lapiaz, zinkgaten, ponoren, gouffres en karstrivieren. Het gebied valt binnen het strikte natuurreservaat, Zapovednik Bogdinsko-Baskoentsjakski.. De top verheft zich 171 meter boven het Baskoentsjakmeer, dat 1 km naar het noorden ligt. In Kazachstan ligt ongeveer 40 km naar het noordoosten de Kleine Bogdo.
De naam Bogdo komt uit het Kalmuks en betekent "heilig". Grote Bogdo is een heilige plaats voor boeddhistische pelgrims. Ze geloven dat de heuvel door de Dalai Lama is gezegend. Aan het begin van de 20e eeuw bevonden een kultische steenhoop (altaar) en een standbeeld van de Witte Oude man zich op de top.

## Geschiedenis
In 1774 ontdekte Peter Simon Pallas voor de eerste keer in Rusland de aanwezigheid van afzettingen uit het Trias in de vorm van Ceratite schelpen. In 1854 werd de heuvel bestudeerd door de expeditie van de geoloog Auerbach; hij bracht monsters van zwavel en fossielen naar St. Petersburg. In 1926 nam de toekomstige wetenschapper en sf-schrijver Efremova (1908-1972), toen 18 jaar, deel aan een expeditie naar dit gebied. Zij ontdekten overblijfselen van de labyrintodont uit het trias. Later vormde dit de basis voor een van zijn eerste verhalen, de Witte Hoorn.

## Geografie en geologie
De basis ligt ruim 20 meter onder zeeniveau. De hoogte neemt 1 mm per jaar toe door de uitpuilende zoutkoepel. Het is de enige plaats in Europa waar sedimentair gesteente uit het Trias, rijk aan skeletresten, aan de oppervlakte komt.  
De heuvel is de rand van een zoutkoepel, bedekt met zandsteen, klei en kalksteen. De voet is verborgen door puin dat omlaag kwam in een proces van verwering. Op de rotsen van de zuidwest-helling zijn verweringsvormen van zandsteen en andere paleozoïsche rotsen te zien. De aanwezigheid van grotten (de langste is 1,5 km), nissen, pilaren en groeven met de vorm van honingraten maakt dat door luchtstromingen vaak geluid wordt geproduceerd.

## Afbeeldingen

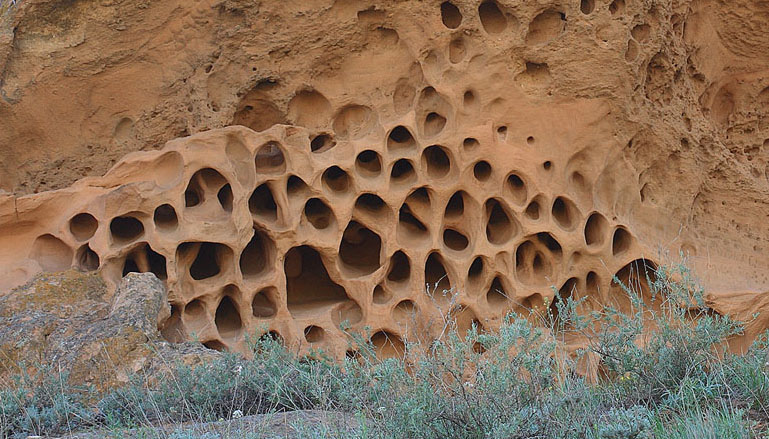
Zingende rotsen

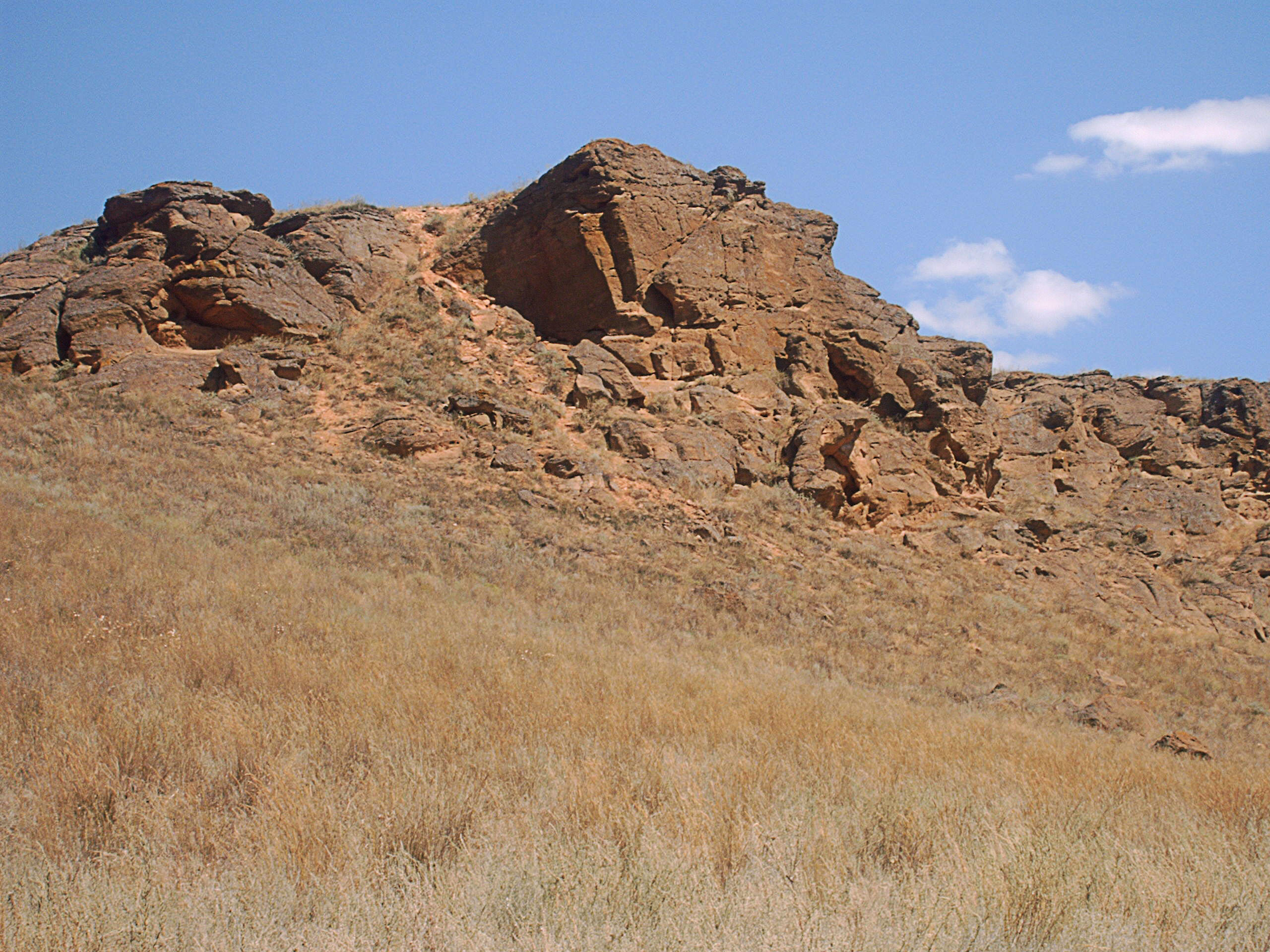
Deel van het reliëf

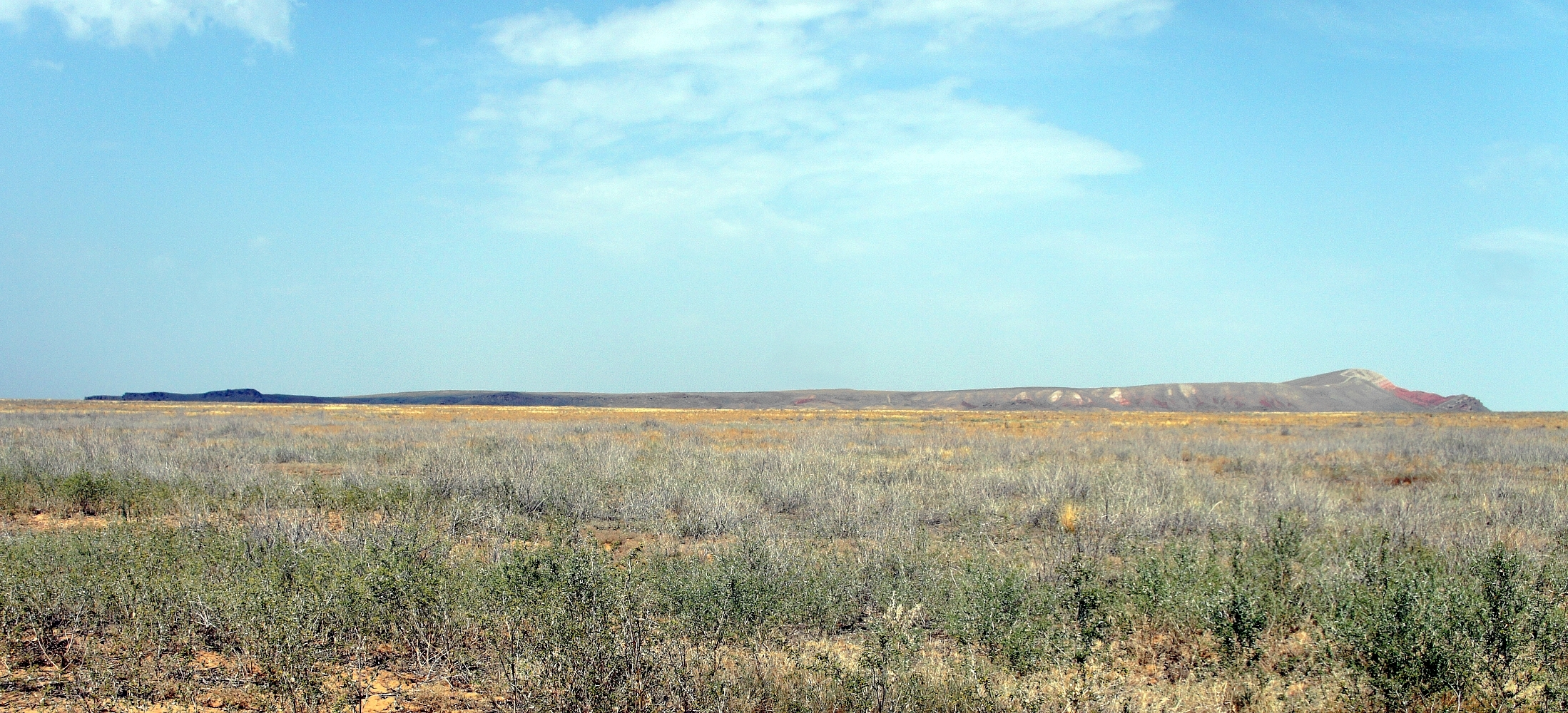
De Bogdo steekt als een eiland boven de vlakte uit